# Gene Amdahl

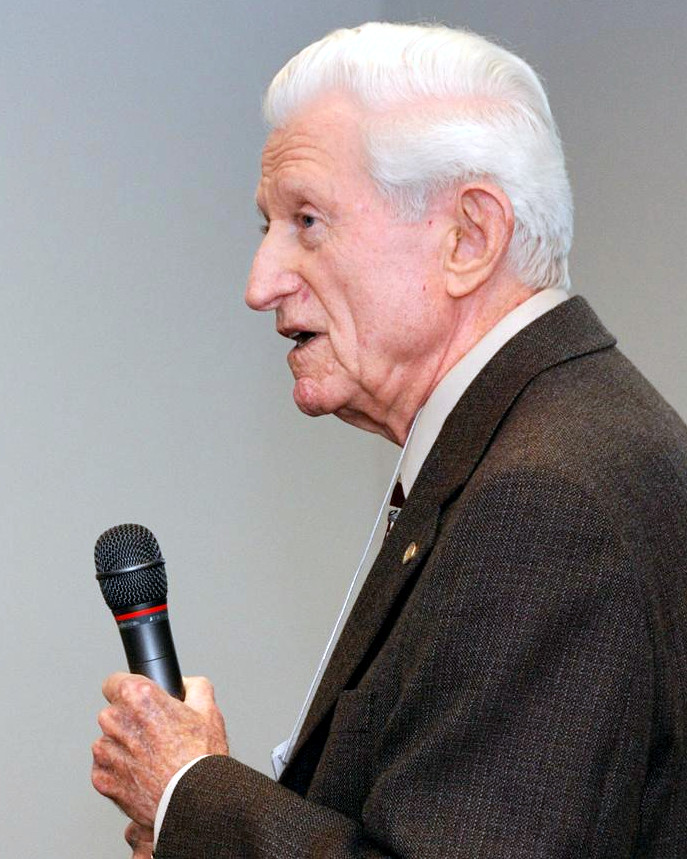
Gene Amdahl (2008)

Gene Myron Amdahl (* 16. November 1922 in Flandreau, South Dakota; † 10. November 2015 in Palo Alto, Kalifornien) war ein US-amerikanischer Computerarchitekt und Hi-Tech-Unternehmer norwegischer Abstammung. Zu internationaler Bekanntheit kam er durch seine Arbeit im Bereich der Großrechner bei IBM und durch seine später gegründeten Unternehmen, vor allem die Amdahl Corporation. Zudem formulierte er das Amdahlsche Gesetz, ein Modell über die Beschleunigung von Programmen durch parallele Ausführung.

## Leben

### Kindheit und Ausbildung
Amdahl wurde 1922 als Sohn von Immigranten in Flandreau, South Dakota, geboren. Während des Zweiten Weltkriegs diente er in der Navy. 1948 schloss er sein Studium der Technischen Physik an der South Dakota State University ab. Anschließend studierte er Theoretische Physik an der University of Wisconsin und promovierte 1952 mit dem Entwurf seines ersten Computers, dem WISC. Im Juni desselben Jahres nahm er eine gut bezahlte Position bei IBM an.

### IBM & Amdahl
Bei IBM arbeitete Amdahl an der Entwicklung der IBM 704 und der IBM 709. Weiter war er am Stretch Projekt beteiligt, das die Basis für die IBM 7030 bildete. Im Dezember 1955 verließ er IBM zum ersten Mal. Danach war er bei Ramo Wooldridge und Aeronutronic beschäftigt. Im September 1960 kehrte er zu IBM zurück, um an der Entwicklung der System/360-Familie zu arbeiten. 1965 wurde er zum IBM Fellow ernannt und Vorstand des ACS Laboratory in Menlo Park in Kalifornien. Das zweite Mal verließ er IBM im September 1970, da seine Ideen abgelehnt wurden. Mit der Unterstützung von Fujitsu gründete er die Amdahl Corporation in Sunnyvale in Kalifornien und stieg in den Großrechner-Markt ein. 1975 lieferte er seine erste Maschine aus – die Amdahl 470 V6. Diese war ein kompatibler, billigerer und leistungsfähigerer Ersatz der System/360 165. Die Amdahl 470 V6 und die dazugehörigen Peripheriegeräte anderer Hersteller ermöglichten es Firmen, System/360-Applikationen auszuführen, ohne die damals sehr teure IBM-Hardware ordern zu müssen.

### 1979–2015: Amdahl, der Unternehmer
Amdahl verließ im August 1979 sein Unternehmen, um Trilogy Systems zu gründen. Mit über 200 Millionen Dollar Kapital war das Ziel des Unternehmens, noch billigere Chips für Großrechner zu entwerfen. Innerhalb weniger Monate nach dem 60 Millionen Dollar schweren Börsengang des Unternehmens scheiterte das Projekt. Das Unternehmen verlagerte seine Anstrengungen nun in den Bereich der VLSI-Technologie. Auch diese Bemühungen waren zum Scheitern verurteilt – das Unternehmen fusionierte 1985 mit der Elxsi Corporation. Auch Elxsi entwickelte sich schlecht, und so verließ Amdahl das Unternehmen 1989. Jedoch schon 1987 hatte er ein weiteres Unternehmen gegründet – Andor International. In dies setzte er jetzt seine Hoffnungen, im Großrechner-Markt durch verbesserte Produktionstechniken und kleinere, effizientere Maschinen Fuß zu fassen. Produktionsprobleme und der starke Konkurrenzdruck führten das Unternehmen 1995 in die Insolvenz.
So gründete Amdahl 1996 mit anderen zusammen die Firma Commercial Data Servers (CDS), ebenfalls in Sunnyvale, um weiter im Großrechner-Markt mitwirken zu können. Dieses Unternehmen konzentrierte sich auf super-gekühlte Prozessoren für physisch kleinere, kompakte Maschinen. Eine dieser Maschinen, die CDS 1997 produzierte, war die ESP/490 (Enterprise Server Plattform), eine Weiterentwicklung der P/390 von IBM. Das Unternehmen ist heute unter dem Namen Xbridge Systems bekannt und hat andere Schwerpunkte – es produziert Vernetzungssoftware wie Data Host Connect, um Großrechner und offene Systeme zu verbinden. Seit März 2005 wurde Amdahl nicht mehr als Mitglied des Managements auf der Homepage von Xbridge genannt.
Im November 2004 wurde Amdahl Mitglied im Board of Advisors of Massively Parallel Technologies.

## Auszeichnungen
1965 wurde Amdahl zum IBM Fellow ernannt. Er wurde 1967 Mitglied in der National Academy of Engineering und 1986 wurde er zum Alumnus des Jahrhunderts der South Dakota State University ernannt. Er hat mehrere Patente unter seinem Namen eingetragen und insgesamt vier Ehrendoktortitel erhalten. 1976 erhielt er den W. Wallace McDowell Award und 1987 den Eckert-Mauchly Award.